# Machimus pseudonicobarensis
Machimus pseudonicobarensis är en tvåvingeart som beskrevs av Joseph och Parui 1987. Machimus pseudonicobarensis ingår i släktet Machimus och familjen rovflugor. Inga underarter finns listade i Catalogue of Life.